# 1992 ER17
1992 ER17 är en asteroid i huvudbältet som upptäcktes den 1 mars 1992 av UESAC vid La Silla-observatoriet.
Asteroiden har en diameter på ungefär 4 kilometer och den tillhör asteroidgruppen Nysa.